# كاثرين جراف
كاثرين جراف (بالإنجليزية: Kathryn Graf)‏ هي ممثلة أمريكية، ولدت في 13 أغسطس 1958.

## وصلات خارجية
- الموقع الرسمي
- كاثرين جراف على موقع IMDb (الإنجليزية)